# Гавої
Гавої, Ґавої (італ. Gavoi, сард. Gavoi) — муніципалітет в Італії, у регіоні Сардинія,  провінція Нуоро.
Гавої розташоване на відстані близько 340 км на південний захід від Рима, 110 км на північ від Кальярі, 21 км на південний захід від Нуоро.

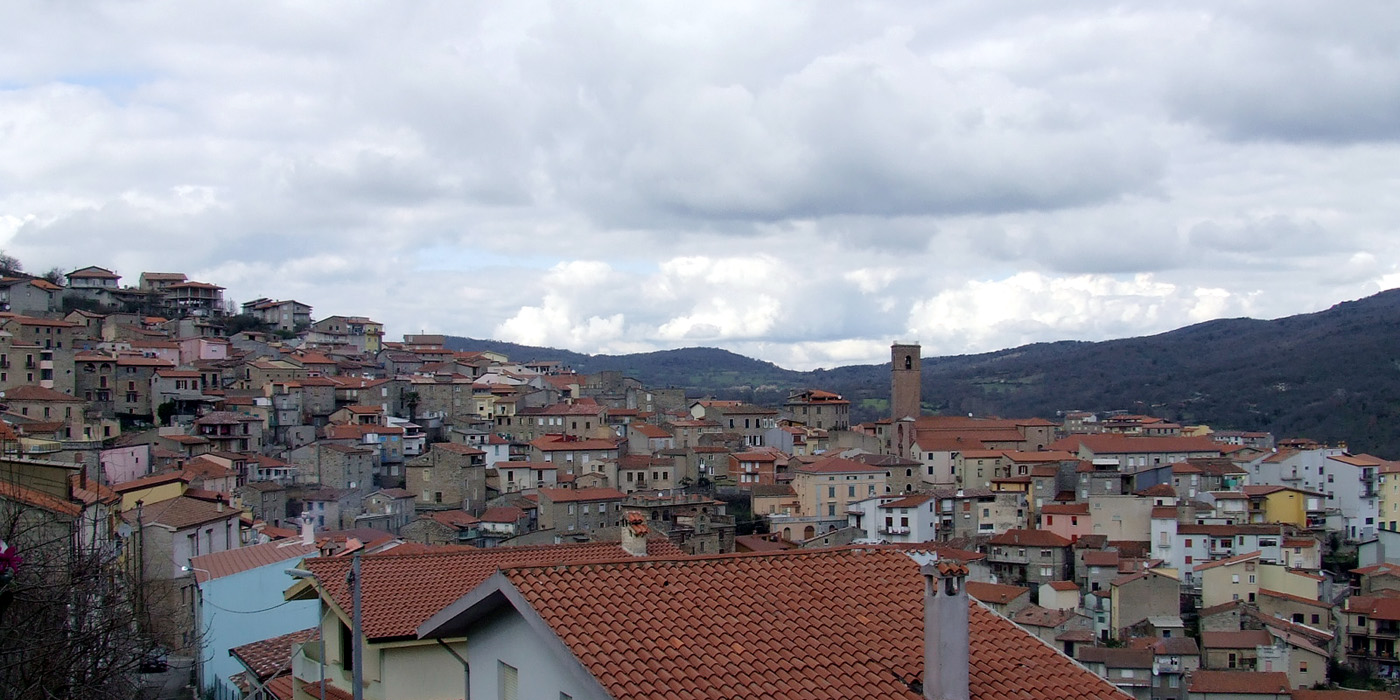

Населення — 2713 осіб (2014).

## Демографія
Населення за роками:

Станом на 1 січня 2023 року в муніципалітеті офіційно проживали 33 іноземці з 12 країн, серед них 7 громадян країн Євросоюзу.

## Сусідні муніципалітети
- Фонні
- Лодіне
- Мамояда
- Оллолаї
- Оводда